# 설득의 방식
설득의 방식, 호소의 방식 또는 수사적 호소(그리스어: pisteis)는 청중에게 화자나 작가의 호소를 분류하는 수사학 전략이다. 여기에는 에토스, 파토스, 로고스가 포함되며, 이 세 가지 모두 아리스토텔레스의 "수사학"에 나온다.

## 에토스
에토스(복수형: 에테아)는 발표자의 권위나 신뢰성에 호소이다.:41 발표자가 주제에 대해 말할 자격이 있음을 발표자가 청중에게 얼마나 잘 확신시키는가이다. 이는 다음을 통해 수행할 수 있다:
- 발표자의 주제와 관련된 사업을 하는 회사의 임원이나 대학 교수 등 해당 분야에서 주목할만한 인물인 경우
- 해당 분야의 용어에 관한 숙달도 입증 (특수용어)
- 다른 확립된 기관으로부터 소개되거나 선의의 자료를 제작

## 파토스
파토스(복수형: 파테아)는 청중의 감정에 호소이다.:42 그것은 은유, 직유, 열정적인 전달, 심지어는 어떤 문제가 부당하다는 단순한 주장의 형태일 수도 있다. 파토스는 잘 쓰면 특히 강력할 수 있지만, 대부분의 연설은 파토스에만 의존하지 않는다. 파토스는 저자나 발표자가 독자나 청취자의 기본 가치에 동의함을 보일 때 가장 효과적이다.
게다가 화자는 청중을 흔들기 위해 비애와 공포를 쓸 수도 있다. 파토스에는 발표자가 제안된 행동 과정을 따를 때 긍정적인 미래 결과에 대한 시나리오를 그릴 때 수행되는 청중의 상상력과 희망에 대한 호소도 포함될 수 있다.
어떤 경우에는 윌리엄 제닝스 브라이언이 금십자가 연설에서 했듯이, 에토스를 경시하면서 파토스를 강조할 수도 있다:
이것이 단지 능력의 척도에 불과하다면, 여러분이 들은 저명한 신사들을 상대로 제 자신을 소개하는 것은 참으로 주제넘은 일이 될 것입니다. 그러나 이것은 사람들 사이의 경쟁이 아닙니다. 온 땅에서 가장 겸손한 시민이라도 의로운 대의의 갑옷을 입으면 그들이 가져올 수 있는 모든 오류보다 더 강합니다. 나는 자유의 대의, 즉 인류의 대의만큼 거룩한 대의를 옹호하기 위해 여러분에게 말씀 드리러 왔습니다.— 윌리엄 제닝스 브라이언

## 로고스
로고스(복수형: 로고이)는 논리적 호소 또는 그것의 모의이며,:38 논리라는 용어는 여기서 파생된다. 일반적으로 화자의 주장이나 주장을 뒷받침하는 사실과 수치를 설명하는 데 쓰인다. 삼단논법이나 생략삼단논법과 같은 보다 전통적인 형태의 논리적 추론도 있다.:38–39 정보를 통해 발표자가 청중에게 지식이 풍부하고 준비된 것처럼 보이기 때문에 로고스 호소가 있으면 에토스도 향상된다. 그러나 자료가 혼란스러워서 청중을 혼란스럽게 할 수 있다. 로고스는 오해의 소지가 있거나 부정확할 수도 있지만, 주제에 있어서는 의미 있는 것처럼 보일 수도 있다. 어떤 경우에는 부정확하거나 위조되거나 잘못 해석된 자료를 써서 파토스 효과를 일으킬 수도 있다. 사상자 수의 경우도 마찬가지인데, 반드시 위조된 것은 아니지만 경미한 사상자(부상)도 포함될 수 있으며, 이는 청중의 마음 속에서 사망과 동일시되어 사망자 수와 같은 효과를 불러일으킬 수 있다.

## 카이로스
카이로스(복수형: 카이로이)는 "적절한 때", "계절" 또는 "기회"를 뜻하는 네 번째 설득 방식이다. 카이로스는 논쟁이나 메시지가 이루어지는 장소, 연령, 문화, 신앙, 신념 등과 같은 청중의 배경 정보 및 인구 통계, 상황의 성격을 고려한 화자의 어조의 적절성, 화자, 청중, 주제처럼 발표 자체 외부의 맥락적 요소를 포함하지만, 발표가 진행되는 시간과 같이 발표 자체의 주장이나 메시지에 대한 청중의 반응에 여전히 영향을 미칠 수 있는 발표가 공개되는 적시성 또는 맥락에 대한 호소이다.
40년 전에는 유효했지만 오늘날의 기준으로는 그렇지 않은 오래된 광고를 예로 들 수 있다. 40년 전에 만들어진 광고와 오늘 만들어진 똑같은 광고가 같은 화자, 같은 자격(에토스), 같은 주장, 같은 논리(로고스)를 담고 있고 둘 다 같은 감정과 같은 가치(파토스)에 호소하지만 반응이 완전히 다르다면, 바뀐 것은 발표가 이루어진 맥락(카이로스)이다.